# Лонгароне
Лонгароне, Лонґароне (італ. Longarone, вен. Longaron) — муніципалітет в Італії, у регіоні Венето, провінція Беллуно. 21 лютого 2014 року до Лонгароне приєднано муніципалітет Кастеллаваццо.
Лонгароне розташоване на відстані близько 490 км на північ від Рима, 95 км на північ від Венеції, 16 км на північний схід від Беллуно.
Населення — 3878 осіб (2012).

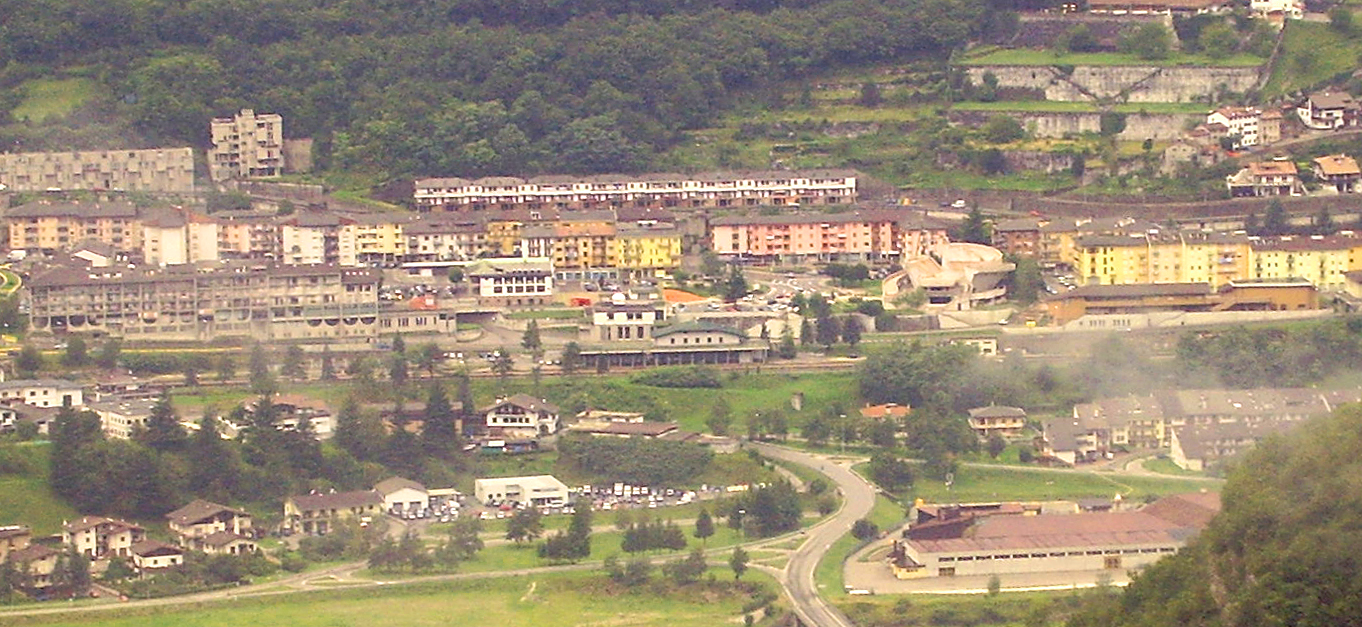
Панорама Лонгароне.

Щорічний фестиваль відбувається 8 грудня. Покровитель — Santa Maria.

## Демографія
Населення за роками:

Станом на 1 січня 2023 року в муніципалітеті офіційно проживав 401 іноземець з 43 країн, серед них 103 громадяни країн Євросоюзу та 30 громадян України.

## Сусідні муніципалітети
- Ерто-е-Кассо
- Валь-ді-Цольдо
- Понте-нелле-Альпі
- Соверцене
- Беллуно
- Ла-Валле-Агордіна
- Седіко
- Оспітале-ді-Кадоре

## Катастрофа 1963 року
Містечко Лонгароне було зруйноване в катастрофі 9 жовтня 1963, коли зсув з г. Монте Ток зрушив 50 мільйонів кубічних метрів води поверх Дамби Вайонт. Longarone лежав у безпосередньо на шляху хвилі бруду і води. 1909 жителів загинули.
Лонгароне був відновлений після трагедії, і тепер знов став процвітаючою спільнотою. Сорокову річницю катастрофи було відзначено, в жовтні 2003 року, в пам'ятній церемонії в Лонгароне взяв участь Президент Республіки Карло Чампі.

## Галерея зображень

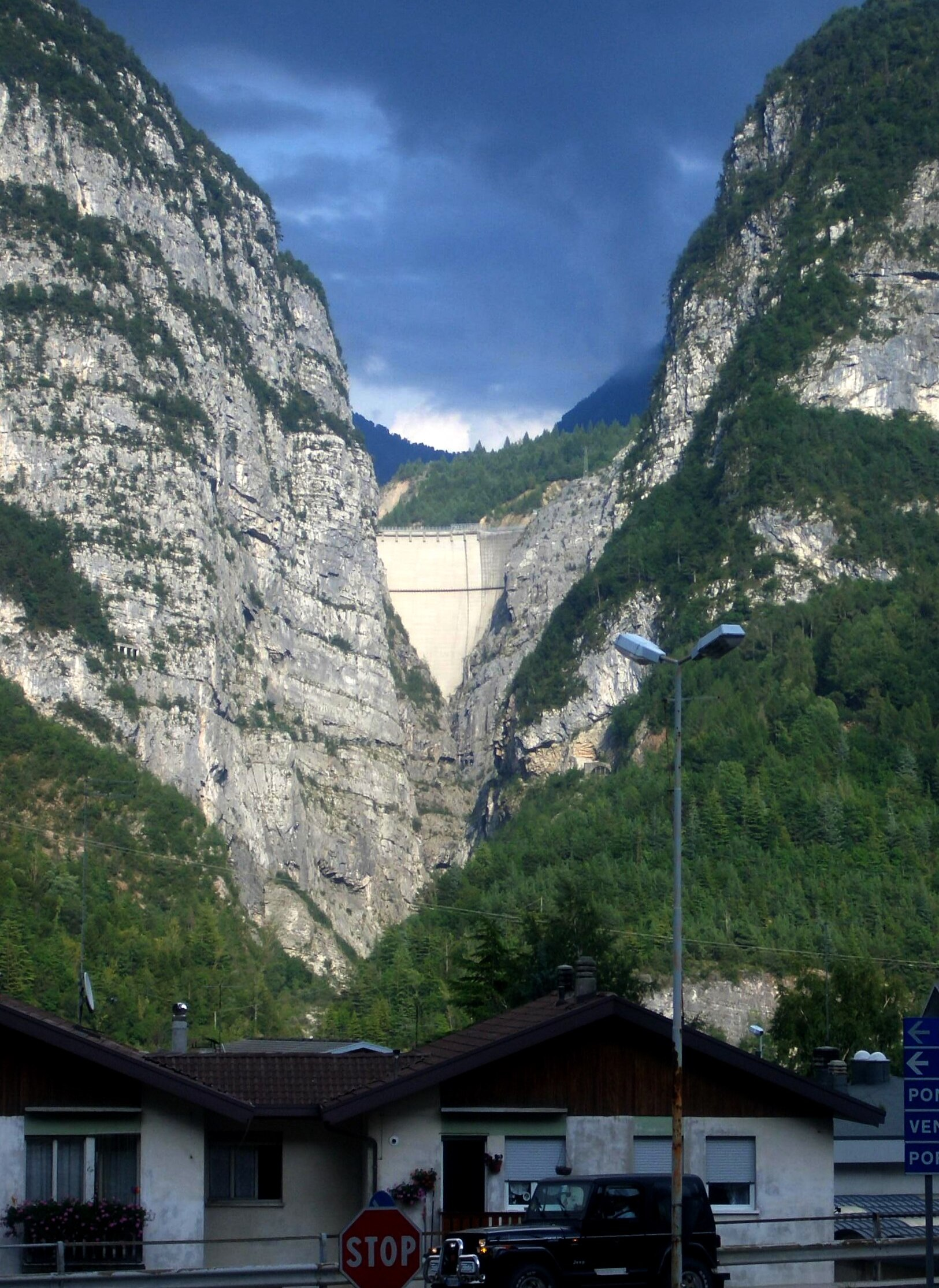
Дамби Вайонт
- Панорама Лонгароне
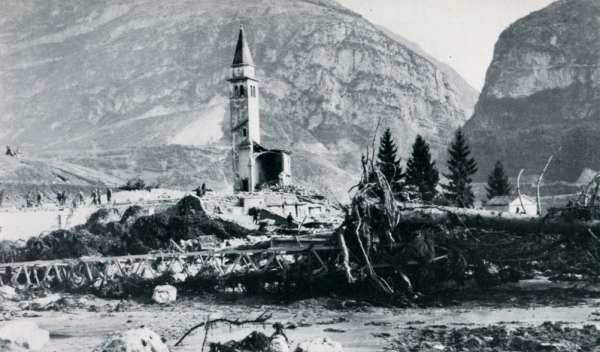
Дзвіниця Pirago, село Blyth, яка залишилася стояти після проходження хвилі смерті 1063 р.